# Río Urubio
El río Urubio (río Ourubio en fala) es un corto río del norte de España que discurre por el occidente del Principado de Asturias,  un afluente de la margen izquierda del río Navia.

## Curso

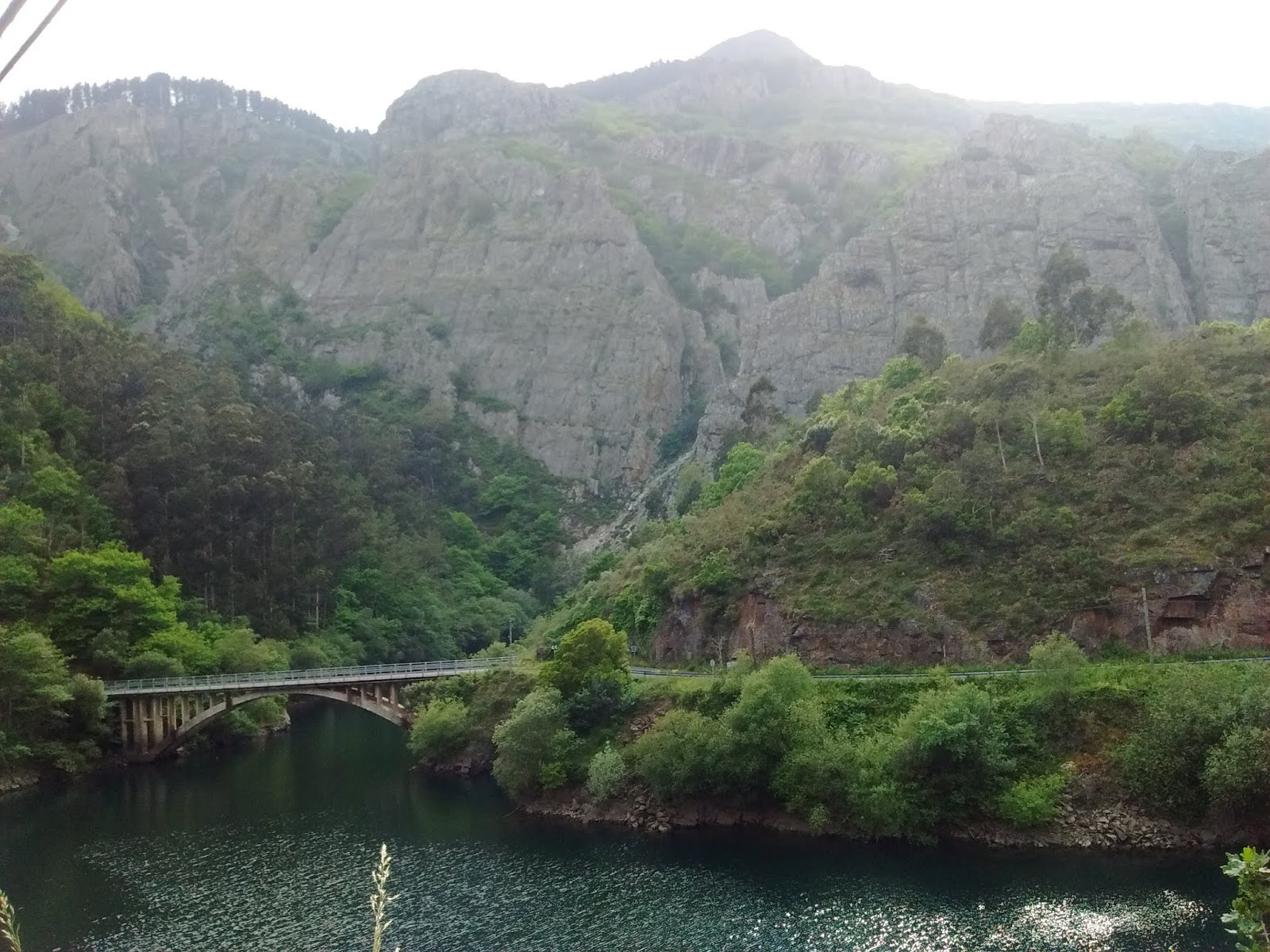
Puente sobre el Urubio en el embalse de Dorias

Su nacimiento se sitúa en la sierra de La Bobia. Une sus aguas con las del Navia a la altura de la presa del embalse de Doiras.
Marca el límite entre los concejos de Boal e Illano durante unos cuantos kilómetros, antes de pasar por Froseira, la localidad más próxima a su desembocadura. 
En su valle se encuentran, asimismo, las localidades boalesas de Brañavara, La Bajada, La Ronda, Brañadesella y Villar de San Pedro (todas ellas en su margen izquierda), y las illanenses de El Pato y Silvarelle (ambas en su margen derecha).